# Dendromus melanotis
Dendromus melanotis é uma espécie de roedor da família Nesomyidae.
Pode ser encontrada na Angola, Benim, Botsuana, República Democrática do Congo, Etiópia, Guiné, Libéria, Maláui, Moçambique, Namíbia, Nigéria, Ruanda, África do Sul, Essuatíni, Tanzânia, Uganda, Zâmbia e Zimbabwe.
Os seus habitats naturais são: savanas áridas, matagais mediterrânicos, campos de gramíneas subtropicais ou tropicais húmidos de baixa altitude e desertos temperados.